# Paola Boscaini
Maria Paola Boscaini (Bussolengo, 22 settembre 1954) è una politica italiana.

## Biografia
Dal 2013 al 2018 è sindaco di Bussolengo. In occasione delle elezioni politiche del 2022, si candida per un seggio alla Camera dei deputati nella circoscrizione Veneto 2 in seconda posizione nella lista dietro ad Flavio Tosi, risultando prima dei non eletti. Fa il suo ingresso in Parlamento nel 2024, subentrando a Tosi, eletto europarlamentare.